# سطح کرونیک
سطح کرونیک (به انگلیسی: Keraunic level) به متوسط سالانهٔ ساعت‌ها یا روزهای توفان تندری در یک منطقه گفته می‌شود. سطح کرونیک روزانه، متوسط تعداد روزهای سال است که در آن‌ها صدای تندر در یک بازهٔ ۲۴ ساعتی شنیده شود (تفاوتی نمی‌کند که چندبار). مناطقی که دارای سطح کرونیک یکسان هستند را می‌توان روی نقشه با استفاده از سطوح ایزوکرونیک نمایش داد که در این نقشه‌ها خطوط رسم‌شده به معنی هم‌سطح بودن مناطق است.
چگالی درخش اَبربه‌زمین (GFD) معیار دیگری است که تقریباً با سطح کرونیک منطقه متناسب است و پیشنهاد شده است که از روابط زیر برای تبدیل آن‌ها استفاده شود:
{\displaystyle N_{k}=0.12T_{d}}
یا
{\displaystyle N_{m}=0.31T_{d}}
که در این روابط Nk تعداد درخش‌ها به زمین در هر کیلومتر مربع در هر سال است و Nm تعداد درخش‌ها در هر مایل مربع در سال. Td متوسط سالانهٔ سطح کرونیک خواهد بود.
روابط زیاد دیگری که معمولاً به فرم {\displaystyle N_{g}=aT_{D}^{b}} برای تبدیل فوق بیان شده‌اند و {\displaystyle N_{g}=0.04T_{D}^{1.25}} یکی از قابل اطمینان‌ترین فرم‌های آن شناخته می‌شود که توسط آی‌تریپل‌ئی و CIGRE برای تخمین‌زدن عملکرد خطوط انتقال نیرو در برابر آذرخش استفاده می‌شود. سطح کرونیک تنها پارامتر مرتبط با حدوث آذرخش است که در مورد آن داده‌های جهانی در سطح دهه‌های بسیار موجود است. در مورد سطح کرونیک باید توجه داشت که محدودهٔ عملی برای شنیدن صدای تندر حدود ۱۵ کیلومتر و حداکثر ۲۵ کیلومتر است. این اطلاعات می‌تواند در ایستگاه‌های هواشناسی توسط شاهدان انسانی ثبت شود. به نظر می‌رسد نخستین بررسی اقلیم‌شناسی در سطح جهانی در مورد سطح کرونیک به سال ۱۸۹۲ میلادی بازمی‌گردد.
سطح کرونیک ایدهٔ کلی خوبی در مورد فعالیت آذرخش در سطح یک منطقه می‌دهد اما به علت ماهیت ذهنی و نادقیق بودنش در علوم مهندسی استفاده از چگالی درخش ارجح است.